# Scarus niger
Scarus niger és una espècie de peix de la família dels escàrids i de l'ordre dels perciformes.

## Morfologia
Els mascles poden assolir els 40 cm de longitud total.

## Distribució geogràfica
Es troba des del Mar Roig fins a Sodwana Bay (Sud-àfrica), les Illes de la Societat, les Illes Ryukyu, Austràlia Occidental i el sud de la Gran Barrera de Corall.